# Sándor Erkel
Sándor Erkel (Buda, 2 de gener, 1846 – Békéscsaba (província de Békés), 14 d'octubre, 1900), va ser un compositor, director d'orquestra i director del Teatre de l'Òpera, hongarès. Era fill de Ferenc Erkel.

## Carrera
Com a quart fill, Ferenc Erkel va estudiar inicialment amb el seu pare, i després va rebre classes de Mihály Mosonyi.
Va començar la seva carrera musical com a percussionista a l'orquestra del Teatre Nacional, però també va tocar altres instruments al conjunt. A l'estrena de l'òpera Bánk bán de Ferenc Erkel, Sándor Erkel va tocar el solo de cimbalom. Més tard es va convertir en director de cor i acompanyant, i després que el seu pare fos nomenat director de l'Acadèmia de Música, es va convertir en el director principal de la companyia. A partir de 1876, per recomanació del director sortint János Richter, va ser nomenat director del departament d'òpera del teatre, càrrec que va ocupar fins al 1884. De 1884 a 1886, també va assumir la direcció del Teatre de l'Òpera. El 1886, va dimitir del seu càrrec de director del Teatre de l'Òpera, però fins i tot després de la seva dimissió, va continuar sent director d'orquestra i membre permanent tant del Teatre de l'Òpera com del Teatre Nacional.
El 2 de juliol de 1881, a l'església de Terézváros, es va casar amb la vídua d'István Tanner, que havia mort el 1878, la cantant soprano de coloratura de renom internacional, Rózsa Tannerné Szabó.
Com a cap de l'Òpera, també era el president-director de l'Orquestra de la Societat Filharmònica, així que el 9 de novembre de 1881, a l'actuació de J. Brahms a Budapest, l'Orquestra de la Societat Filharmònica va ser dirigida per Sándor Erkel, i el programa incloïa, entre d'altres, el Concert per a piano núm. 2 (Brahms) de J. Brahms - l'estrena mundial de l'obra - interpretada pel mateix Brahms.

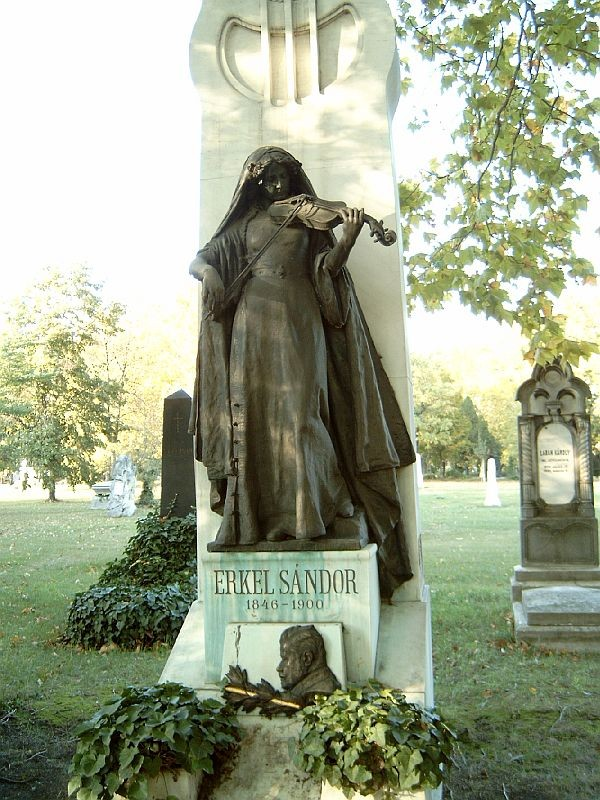
La tomba de Sándor Erkel a Budapest. Cementiri de Kerepes: 28-díszsor-9. Obra d'art de József Róna

El 1898, mentre dirigia l'òpera Les Huguenots de Meyerbeer, va patir un ictus i després va viure retirat. La seva mort va ser causada per una recurrència de l'ictus, mentre s'allotjava a Békéscsaba. L'Òpera va declarar Erkel mort, i el seu taüt també es va erigir a l'Òpera. El seu cos va ser enterrat al cementiri de Kerepesi el 17 d'octubre.
Com a compositor, va deixar relativament poques obres, orquestrals i corals (Obertura, Festival de la Cançó), i la seva òpera La pastora es va estrenar el 13 de desembre de 1865.

## La seva tomba
La seva tomba es troba al cementiri de Fiumei út. La part escultòrica va ser creada per József Róna i la part arquitectònica per Géza Márkus el 1905.